# Тина Чери
Тина Чери (на английски: Tina Cheri) е американска порнографска актриса, родена на 23 октомври 1973 г.

## Награди
- 2000: Venus награда за най-добра актриса в САЩ.[2][3]
- 2001: Venus награда за най-добра актриса в САЩ.[4]